# Театр имени Халдуна Танера в Кадыкёе
Театр имени Халдуна Танера в Кадыкёе (тур. Kadıköy Haldun Taner Sahnesi
) — турецкий театр, расположенный в районе Кадыкей Стамбул, Турция. Театр принадлежит Стамбульскому муниципалитету, управляется городской театральной ассоциацией и назван в честь турецкого драматурга Халдуна Танера (1915—1986).
Здание театра расположено на площади Искеле Мейданы (İskele Meydanı) в Стамбуле. Первоначально здание предназначалось для крытого рынка в Стамбуле, построенного в 1925—1927 годах. Поскольку турецкие аграрии не захотели арендовать рынок, здание долгое время стояло бесхозным. Одно время в нем был склад металлолома и разбитых машин, потом северо-восточная часть здания использовалась для гаража муниципальной пожарной службы Стамбула. Так оно использовалось с 1940-х и до середины 1970-х годов.
В 1984 году после полной реконструкции здание было передано Стамбульскому университету, с 1986 года в здании размещалась консерватория. В 1989 году первый этаж здания был отдан под устройство театра.

## Здание театра
В настоящее время театр имени Халдуна Танера в Кадыкёе вмещает 286 зрителей.
Главный вход здания обращен к бухте Хайдарпаша. Здание было построено в 1927 году по проекту итальянского архитектора U. Ferrari.
Здание, в котором размещается театр, имеет площадь в 1833 м². Здание имеет прямоугольную форму. Главный вход здания расположен симметрично к фасаду. Здание потеряло свою самобытность во время реставрации 1984 года. Арочные пристройки в здание сделаны для размещаемых в нем магазинов.

## Театральные постановки
В театре ставятся в основном пьесы турецких классиков, включая:
- Kar (Снег) по одноимённому роману, автор Орхан Памук (2009);.
- Ateşli Sabır (Ангельское терпение, 2013);
- Perşembenin Hanımları (2013);
- Ocak (Январь), автор Тургут Озакман (2013);
- Para (Деньги), автор Неджип Фазыл Кысакюрек (2013);
- Yolcu (Пассажир), автор Назым Хикмет (2013).